# Быковский, Устин Яковлевич
Быковский Устин Яковлевич (30 мая 1902, Верховье, Тульская губерния — 6 ноября 1986, Енакиево, Донецкая область) — советский металлург, специалист по производству стали в конверторах большой мощности. Герой Социалистического Труда (1958). Последователь мариупольского металлурга Макара Мазая.

## Биография
Родился 30 мая 1902 года в селе Верховье Орловской губернии. Детство и юность провёл в родном селе.
Образование среднее, воспитанник профтехшколы. С 1919 года работал в хозяйстве родителей. Во время гражданской войны способствовал красным партизанам в борьбе с деникинцами. В конце 1920-х годов уехал в Донбасс. Учился в Енакиевской горно-металлургической школе. Ударник первых пятилеток, стахановец. Новатор производства, впервые в отрасли начал производство стали с применением кислорода. Рационализатор и наставник. Подготовил множество последователей.
В 1929—1941 годах — сталевар, мастер Енакиевского металлургического завода.
В 1941—1945 годах — старший мастер Нижнетагильского металлургического завода в Нижнем Тагиле на Урале.
В 1946—1957 годах — старший мастер Енакиевского металлургического завода;
В 1957—1959 годах — обер-мастер кислородно-конверторного цеха № 1 завода «Криворожсталь».
После выхода на пенсию жил в городе Енакиево (Украинская ССР), где умер 6 ноября 1986 года.

## Награды
- Сталинская премия 1-й степени (1951) — за разработку и внедрение новой технологии производства рельсовой стали;
- Медаль «Серп и Молот» (19.07.1958);
- Дважды Орден Ленина (19.07.1958, …);
- Почётный гражданин города Енакиево.

## Память
- Имя на Стеле Героев в Кривом Роге.